# Campeonato Europeo de Balonmano Masculino de 2020
El XIV Campeonato Europeo de Balonmano Masculino se celebró en tres países, Austria, Noruega y Suecia, entre el 9 y el 26 de enero de 2020 bajo la organización de la Federación Europea de Balonmano (EHF) y las federaciones de balonmano de los tres países.
Un total de veinticuatro selecciones nacionales compitieron por el título europeo, cuyo anterior portador era el equipo de España, vencedor del Europeo de 2018.
El equipo de España conquistó su segundo título europeo al derrotar en la final a la selección de Croacia con un marcador de 22-20. En el partido por el tercer lugar el conjunto de Noruega venció al de Eslovenia.

## Sedes
| Foto | Grupo      | Ciudad               | Instalación        | Capacidad |
| ---- | ---------- | -------------------- | ------------------ | --------- |
|      | A          | Graz ( Austria)      | Stadthalle Graz    | 6000      |
|      | B y I      | Viena ( Austria)     | Wiener Stadthalle  | 12 000    |
|      | C y D      | Trondheim ( Noruega) | Trondheim Spektrum | 8000      |
|      | E y II     | Malmö ( Suecia)      | Malmö Arena        | 13 000    |
|      | F          | Gotemburgo ( Suecia) | Scandinavium       | 12 000    |
|      | Fase final | Estocolmo ( Suecia)  | Tele2 Arena        | 24 000    |

## Grupos
| Grupo A     | Grupo B             | Grupo C      | Grupo D              | Grupo E   | Grupo F   |
| ----------- | ------------------- | ------------ | -------------------- | --------- | --------- |
| Croacia     | República Checa     | España       | Francia              | Dinamarca | Suecia    |
| Bielorrusia | Macedonia del Norte | Alemania     | Noruega              | Hungría   | Eslovenia |
| Montenegro  | Austria             | Letonia      | Portugal             | Islandia  | Suiza     |
| Serbia      | Ucrania             | Países Bajos | Bosnia y Herzegovina | Rusia     | Polonia   |

## Primera fase
- Todos los partidos en la hora local de Austria, Noruega y Suecia (UTC+1).

Los primeros dos de cada grupo pasan a la segunda fase.

### Grupo A
| Equipo      | J | G | E | P | GF | GC | DG  | PTS |
| ----------- | - | - | - | - | -- | -- | --- | --- |
| Croacia     | 3 | 3 | 0 | 0 | 82 | 65 | +17 | 6   |
| Bielorrusia | 3 | 2 | 0 | 1 | 94 | 88 | +6  | 4   |
| Montenegro  | 3 | 1 | 0 | 2 | 70 | 84 | -14 | 2   |
| Serbia      | 3 | 0 | 0 | 3 | 72 | 81 | -9  | 0   |

- Resultados

| Fecha | Hora  | Partido¹    | Partido¹ | Partido¹    | Resultado |
| ----- | ----- | ----------- | -------- | ----------- | --------- |
| 09.01 | 18:15 | Bielorrusia | -        | Serbia      | 35-30     |
| 09.01 | 20:30 | Croacia     | -        | Montenegro  | 27-21     |
| 11.01 | 16:00 | Croacia     | -        | Bielorrusia | 31-23     |
| 11.01 | 18:15 | Montenegro  | -        | Serbia      | 22-21     |
| 13.01 | 18:15 | Montenegro  | -        | Bielorrusia | 27-36     |
| 13.01 | 20:30 | Serbia      | -        | Croacia     | 21-24     |

- (¹) – Todos en Graz.

### Grupo B
| Equipo              | J | G | E | P | GF | GC | DG  | PTS |
| ------------------- | - | - | - | - | -- | -- | --- | --- |
| Austria             | 3 | 3 | 0 | 0 | 98 | 87 | +11 | 6   |
| República Checa     | 3 | 2 | 0 | 1 | 79 | 76 | +3  | 4   |
| Macedonia del Norte | 3 | 1 | 0 | 2 | 79 | 84 | -5  | 2   |
| Ucrania             | 3 | 0 | 0 | 3 | 74 | 83 | -9  | 0   |

- Resultados

| Fecha | Hora  | Partido¹            | Partido¹ | Partido¹            | Resultado |
| ----- | ----- | ------------------- | -------- | ------------------- | --------- |
| 10.01 | 18:15 | República Checa     | -        | Austria             | 29-32     |
| 10.01 | 20:30 | Macedonia del Norte | -        | Ucrania             | 26-25     |
| 12.01 | 16:00 | República Checa     | -        | Macedonia del Norte | 27-25     |
| 12.01 | 18:15 | Austria             | -        | Ucrania             | 34-30     |
| 14.01 | 18:15 | Austria             | -        | Macedonia del Norte | 32-28     |
| 14.01 | 20:30 | Ucrania             | -        | República Checa     | 19-23     |

- (¹) – Todos en Viena.

### Grupo C
| Equipo       | J | G | E | P | GF  | GC | DG  | PTS |
| ------------ | - | - | - | - | --- | -- | --- | --- |
| España       | 3 | 3 | 0 | 0 | 102 | 73 | +29 | 6   |
| Alemania     | 3 | 2 | 0 | 1 | 88  | 83 | +5  | 4   |
| Países Bajos | 3 | 1 | 0 | 2 | 80  | 94 | -14 | 2   |
| Letonia      | 3 | 0 | 0 | 3 | 73  | 93 | -20 | 0   |

- Resultados

| Fecha | Hora  | Partido¹     | Partido¹ | Partido¹     | Resultado |
| ----- | ----- | ------------ | -------- | ------------ | --------- |
| 09.01 | 18:15 | Alemania     | -        | Países Bajos | 34-23     |
| 09.01 | 20:30 | España       | -        | Letonia      | 33-22     |
| 11.01 | 16:00 | Letonia      | -        | Países Bajos | 24-32     |
| 11.01 | 18:15 | España       | -        | Alemania     | 33-26     |
| 13.01 | 18:15 | Letonia      | -        | Alemania     | 27-28     |
| 13.01 | 20:30 | Países Bajos | -        | España       | 25-36     |

- (¹) – Todos en Trondheim.

### Grupo D
| Equipo               | J | G | E | P | GF | GC | DG  | PTS |
| -------------------- | - | - | - | - | -- | -- | --- | --- |
| Noruega              | 3 | 3 | 0 | 0 | 94 | 80 | +14 | 6   |
| Portugal             | 3 | 2 | 0 | 1 | 83 | 83 | 0   | 4   |
| Francia              | 3 | 1 | 0 | 2 | 82 | 79 | +3  | 2   |
| Bosnia y Herzegovina | 3 | 0 | 0 | 3 | 73 | 90 | -17 | 0   |

- Resultados

| Fecha | Hora  | Partido¹             | Partido¹ | Partido¹             | Resultado |
| ----- | ----- | -------------------- | -------- | -------------------- | --------- |
| 10.01 | 18:15 | Francia              | -        | Portugal             | 25-28     |
| 10.01 | 20:30 | Noruega              | -        | Bosnia y Herzegovina | 32-26     |
| 12.01 | 16:00 | Portugal             | -        | Bosnia y Herzegovina | 27-24     |
| 12.01 | 18:15 | Francia              | -        | Noruega              | 26-28     |
| 14.01 | 18:15 | Bosnia y Herzegovina | -        | Francia              | 23-31     |
| 14.01 | 20:30 | Portugal             | -        | Noruega              | 28-34     |

- (¹) – Todos en Trondheim.

### Grupo E
| Equipo    | J | G | E | P | GF | GC | DG  | PTS |
| --------- | - | - | - | - | -- | -- | --- | --- |
| Hungría   | 3 | 2 | 1 | 0 | 74 | 67 | +7  | 5   |
| Islandia  | 3 | 2 | 0 | 1 | 83 | 77 | +6  | 4   |
| Dinamarca | 3 | 1 | 1 | 1 | 85 | 83 | +2  | 3   |
| Rusia     | 3 | 0 | 0 | 3 | 76 | 91 | -15 | 0   |

- Resultados

| Fecha | Hora  | Partido¹  | Partido¹ | Partido¹  | Resultado |
| ----- | ----- | --------- | -------- | --------- | --------- |
| 11.01 | 16:00 | Hungría   | -        | Rusia     | 26-25     |
| 11.01 | 28:15 | Dinamarca | -        | Islandia  | 30-31     |
| 13.01 | 18:15 | Islandia  | -        | Rusia     | 34-23     |
| 13.01 | 20:30 | Dinamarca | -        | Hungría   | 24-24     |
| 15.01 | 18:15 | Islandia  | -        | Hungría   | 18-24     |
| 15.01 | 20:30 | Rusia     | -        | Dinamarca | 28-31     |

- (¹) – Todos en Malmö.

### Grupo F
| Equipo    | J | G | E | P | GF | GC | DG  | PTS |
| --------- | - | - | - | - | -- | -- | --- | --- |
| Eslovenia | 3 | 3 | 0 | 0 | 76 | 67 | +9  | 6   |
| Suecia    | 3 | 2 | 0 | 1 | 81 | 68 | +13 | 4   |
| Suiza     | 3 | 1 | 0 | 2 | 77 | 87 | -10 | 2   |
| Polonia   | 3 | 0 | 0 | 3 | 73 | 85 | -12 | 0   |

- Resultados

| Fecha | Hora  | Partido¹  | Partido¹ | Partido¹  | Resultado |
| ----- | ----- | --------- | -------- | --------- | --------- |
| 10.01 | 18:15 | Eslovenia | -        | Polonia   | 26-23     |
| 10.01 | 20:30 | Suecia    | -        | Suiza     | 34-21     |
| 12.01 | 16:00 | Suiza     | -        | Polonia   | 31-24     |
| 12.01 | 18:15 | Suecia    | -        | Eslovenia | 19-21     |
| 14.01 | 18:15 | Suiza     | -        | Eslovenia | 25-29     |
| 14.01 | 20:30 | Polonia   | -        | Suecia    | 26-28     |

- (¹) – Todos en Gotemburgo.

## Segunda fase
- Todos los partidos en la hora local de Austria y Suecia (UTC+1).

Los primeros dos de cada grupo disputan las semifinales.

### Grupo I
| Equipo          | J | G | E | P | GF  | GC  | DG  | PTS |
| --------------- | - | - | - | - | --- | --- | --- | --- |
| España          | 5 | 4 | 1 | 0 | 153 | 127 | +26 | 9   |
| Croacia         | 5 | 4 | 1 | 0 | 127 | 113 | +14 | 9   |
| Alemania        | 5 | 3 | 0 | 2 | 141 | 125 | +16 | 6   |
| Austria         | 5 | 1 | 1 | 3 | 139 | 156 | -17 | 3   |
| Bielorrusia     | 5 | 1 | 1 | 3 | 138 | 160 | -22 | 3   |
| República Checa | 5 | 0 | 0 | 5 | 122 | 139 | -17 | 0   |

- Resultados

| Fecha | Hora  | Partido¹        | Partido¹ | Partido¹        | Resultado |
| ----- | ----- | --------------- | -------- | --------------- | --------- |
| 16.01 | 16:00 | España          | -        | República Checa | 31-25     |
| 16.01 | 18:15 | Croacia         | -        | Austria         | 27-23     |
| 16.01 | 20:30 | Bielorrusia     | -        | Alemania        | 23-31     |
| 18.01 | 16:00 | Bielorrusia     | -        | República Checa | 28-25     |
| 18.01 | 18:15 | España          | -        | Austria         | 30-26     |
| 18.01 | 20:30 | Croacia         | -        | Alemania        | 25-24     |
| 20.01 | 16:00 | Croacia         | -        | República Checa | 22-21     |
| 20.01 | 18:15 | Bielorrusia     | -        | España          | 28-37     |
| 20.01 | 20:30 | Austria         | -        | Alemania        | 22-34     |
| 22.01 | 16:00 | Croacia         | -        | España          | 22-22     |
| 22.01 | 18:15 | Bielorrusia     | -        | Austria         | 36-36     |
| 22.01 | 20:30 | República Checa | -        | Alemania        | 22-26     |

- (¹) – Todos en Viena.

### Grupo II
| Equipo    | J | G | E | P | GF  | GC  | DG  | PTS |
| --------- | - | - | - | - | --- | --- | --- | --- |
| Noruega   | 5 | 5 | 0 | 0 | 157 | 135 | +22 | 10  |
| Eslovenia | 5 | 3 | 0 | 2 | 138 | 132 | +6  | 6   |
| Portugal  | 5 | 2 | 0 | 3 | 146 | 142 | +4  | 4   |
| Suecia    | 5 | 2 | 0 | 3 | 120 | 122 | -2  | 4   |
| Hungría   | 5 | 2 | 0 | 3 | 126 | 140 | -14 | 4   |
| Islandia  | 5 | 1 | 0 | 4 | 126 | 142 | -16 | 2   |

- Resultados

| Fecha | Hora  | Partido¹  | Partido¹ | Partido¹  | Resultado |
| ----- | ----- | --------- | -------- | --------- | --------- |
| 17.01 | 16:00 | Eslovenia | -        | Islandia  | 30-27     |
| 17.01 | 18:15 | Noruega   | -        | Hungría   | 36-29     |
| 17.01 | 20:30 | Portugal  | -        | Suecia    | 35-25     |
| 19.01 | 14:00 | Portugal  | -        | Islandia  | 25-28     |
| 19.01 | 16:15 | Eslovenia | -        | Hungría   | 28-29     |
| 19.01 | 18:30 | Noruega   | -        | Suecia    | 23-20     |
| 21.01 | 16:00 | Portugal  | -        | Eslovenia | 24-29     |
| 21.01 | 18:15 | Noruega   | -        | Islandia  | 31-28     |
| 21.01 | 20:30 | Hungría   | -        | Suecia    | 18-24     |
| 22.01 | 16:00 | Portugal  | -        | Hungría   | 34-26     |
| 22.01 | 18:15 | Noruega   | -        | Eslovenia | 33-30     |
| 22.01 | 20:30 | Islandia  | -        | Suecia    | 25-32     |

- (¹) – Todos en Malmö.

## Fase final
- Todos los partidos en la hora local de Suecia (UTC+1).

|  | Semifinales | Semifinales |    |           | Final            | Final            |  |
|  | 24 de enero | 24 de enero |    |           | 25 y 26 de enero | 25 y 26 de enero |  |
|  |             |             |    |           |                  |                  |  |
|  |             |             |    |           |                  |                  |  |
|  | España      | 34          |    |           |                  |                  |  |
|  | Eslovenia   | 32          |    |           |                  |                  |  |
|  |             |             |    |           |                  |                  |  |
|  |             |             |    |           |                  |                  |  |
|  |             |             |    |           | España           | 22               |  |
|  |             | Croacia     | 20 |           |                  |                  |  |
|  |             |             |    |           |                  |                  |  |
|  |             |             |    |           |                  |                  |  |
|  |             |             |    |           | Tercer lugar     |                  |  |
|  |             |             |    |           |                  |                  |  |
|  | Noruega     | 28          |    | Eslovenia | 20               |                  |  |
|  | Croacia TE  | 29          |    |           | Noruega          | 28               |  |

### Semifinales
| Fecha | Hora  | Partido¹ | Partido¹ | Partido¹  | Resultado |
| ----- | ----- | -------- | -------- | --------- | --------- |
| 24.01 | 18:00 | Noruega  | -        | Croacia   | 28-29 TE  |
| 24.01 | 20:30 | España   | -        | Eslovenia | 34-32     |

- (¹) – En Estocolmo.

### Quinto lugar
| Fecha | Hora  | Partido¹ | Partido¹ | Partido¹ | Resultado |
| ----- | ----- | -------- | -------- | -------- | --------- |
| 25.01 | 16:00 | Alemania | -        | Portugal | 29-27     |

### Tercer lugar
| Fecha | Hora  | Partido¹  | Partido¹ | Partido¹ | Resultado |
| ----- | ----- | --------- | -------- | -------- | --------- |
| 25.01 | 18:30 | Eslovenia | -        | Noruega  | 20-28     |

### Final
| Fecha | Hora  | Partido¹ | Partido¹ | Partido¹ | Resultado |
| ----- | ----- | -------- | -------- | -------- | --------- |
| 26.01 | 16:30 | España   | -        | Croacia  | 22-20     |

- (¹) – En Estocolmo.

## Medallero
| España | Croacia | Noruega |
| Julen Aguinagalde Aitor Ariño Bengoechea Joan Cañellas Reixach Rodrigo Corrales Alex Dujshebaev Daniel Dujshebaev Raúl Entrerríos Rodríguez Ángel Fernández Pérez Adrià Figueras Trejo Aleix Gómez Abelló Iosu Goñi Leoz Gedeón Guardiola Villaplana Jorge Maqueda Peño Viran Morros de Argila Gonzalo Pérez de Vargas Daniel Sarmiento Melián Ferrán Solé Sala | Matej Ašanin Ilija Brozović Luka Cindrić Domagoj Duvnjak Zlatko Horvat Matej Hrstić Igor Karačić Marko Mamić David Mandić Marino Marić Vlado Matanović Željko Musa Valentino Ravnić Josip Šarac Marin Šego Marin Šipić Luka Stepančić | William Aar Torbjørn Bergerud Alexander Blonz Kristian Bjørnsen Espen Christensen Magnus Gullerud Kevin Gulliksen Gøran Johannessen Magnus Jøndal Tom Kåre Nikolaisen Christian O'Sullivan Petter Øverby Sander Øverjordet Harald Reinkind Magnus Rød Kristian Sæverås Sander Sagosen Eivind Tangen |
| Jordi Ribera (seleccionador) | Lino Červar (seleccionador) | Christian Berge (seleccionador) |

1. 1 2 3 4  Jugador remplazado.

## Estadísticas

### Clasificación general
| 1. España JO CM          |
| 2. Croacia CM            |
| 3. Noruega CM            |
| 4. Eslovenia             |
| 5. Alemania              |
| 6. Portugal              |
| 7. Suecia                |
| 8. Austria               |
| 9. Hungría               |
| 10. Bielorrusia          |
| 11. Islandia             |
| 12. República Checa      |
| 13. Dinamarca            |
| 14. Francia              |
| 15. Macedonia del Norte  |
| 16. Suiza                |
| 17. Países Bajos         |
| 18. Montenegro           |
| 19. Ucrania              |
| 20. Serbia               |
| 21. Polonia              |
| 22. Rusia                |
| 23. Bosnia y Herzegovina |
| 24. Letonia              |

### Máximos goleadores
| N.º | Nombre           | Selección       | Goles | Tiros | %    | Partidos jugados |
| --- | ---------------- | --------------- | ----- | ----- | ---- | ---------------- |
| 1   | Sander Sagosen   | Noruega         | 65    | 104   | 63 % | 9                |
| 2   | Mikita Vailupau  | Bielorrusia     | 47    | 63    | 75 % | 7                |
| 3   | Nikola Bilyk     | Austria         | 46    | 64    | 72 % | 7                |
| 4   | Jure Dolenec     | Eslovenia       | 42    | 66    | 64 % | 9                |
| 5   | Artsiom Karaliok | Bielorrusia     | 37    | 50    | 74 % | 7                |
| 5   | Ondřej Zdráhala  | República Checa | 37    | 59    | 63 % | 7                |
| 7   | Magnus Jøndal    | Noruega         | 36    | 50    | 72 % | 9                |
| 7   | Domagoj Duvnjak  | Croacia         | 36    | 54    | 67 % | 9                |
| 7   | Alex Dujshebaev  | España          | 36    | 58    | 62 % | 9                |
| 10  | Robert Weber     | Austria         | 35    | 48    | 73 % | 9                |
| 10  | Igor Karačić     | Croacia         | 35    | 61    | 57 % | 9                |

Fuente: 

### Mejores porteros
| N.º | Nombre                  | Equipo               | Paradas | Tiros | %    | Partidos jugados |
| --- | ----------------------- | -------------------- | ------- | ----- | ---- | ---------------- |
| 1   | Nebojša Grahovac        | Bosnia y Herzegovina | 12      | 30    | 40 % | 3                |
| 2   | Johannes Bitter         | Alemania             | 43      | 123   | 35 % | 8                |
| 2   | Niklas Landin Jacobsen  | Dinamarca            | 34      | 98    | 35 % | 3                |
| 4   | Torbjørn Bergerud       | Noruega              | 90      | 265   | 34 % | 9                |
| 4   | Andreas Palicka         | Suecia               | 44      | 128   | 34 % | 7                |
| 6   | Gonzalo Pérez de Vargas | España               | 66      | 199   | 33 % | 9                |
| 6   | Mikael Appelgren        | Suecia               | 39      | 117   | 33 % | 7                |
| 8   | Klemen Ferlin           | Eslovenia            | 86      | 272   | 32 % | 9                |
| 8   | Rodrigo Corrales        | España               | 41      | 130   | 32 % | 9                |
| 10  | Alfredo Quintana        | Portugal             | 84      | 27    | 31 % | 8                |
| 10  | Nebojša Simić           | Montenegro           | 32      | 103   | 31 % | 3                |
| 10  | Adam Morawski           | Polonia              | 26      | 83    | 31 % | 3                |
| 10  | Vincent Gérard          | Francia              | 24      | 77    | 31 % | 3                |

Fuente: 

### Equipo ideal
- Mejor jugador del campeonato —MVP—: Domagoj Duvnjak ( Croacia).[1]

| Posición          | Nombre                  | País      |
| ----------------- | ----------------------- | --------- |
| Portero           | Gonzalo Pérez de Vargas | España    |
| Extremo derecho   | Blaž Janc               | Eslovenia |
| Extremo izquierdo | Magnus Jøndal           | Noruega   |
| Pivote            | Bence Bánhidi           | Hungría   |
| Central           | Igor Karačić            | Croacia   |
| Lateral derecho   | Jorge Maqueda           | España    |
| Lateral izquierdo | Sander Sagosen          | Noruega   |